# 大丰镇 (澄迈县)
大丰镇是中华人民共和国海南省澄迈县下辖的一个镇。大丰镇与澄迈华侨农场为“一套人马，两块牌子”

## 历史沿革
大丰镇前身为成立于1975年的澄迈县大丰公社。1982年7月，大丰公社改归澄迈华侨农场。2007年10月，成立大丰镇。

## 行政区划
大丰镇下辖以下村级行政区划单位：
红岭社区、肖阳社区、才存村、美玉村、美桃村、荣友村、大丰村、文音村、五村、盐丁村和安丰村。